# Damascus (Oregon)
Damascus – miasto w Stanach Zjednoczonych, w stanie Oregon, w hrabstwie Clackamas.